# Ісландське ім'я

Спрощене дерево родини: діти Стефана стають Стефанссоном та Стефансдоуттір.

Ісландське особисте ім'я складається з особового імені та імені по батькові (для чоловіків: ім'я батька + ісл. son) або по матері (для жінок: ім'я батька (інколи матері) + ісл. dóttir). Прізвища вживаються рідко.

## Особливості
Особливістю традиційних ісландських імен є вживання (крім власне імені) по батькові, і вкрай рідкісне вживання прізвищ. Більшість ісландців (а також іноземці, які отримали в останні роки ісландське громадянство) мають лише ім'я та по батькові/матері (подібна практика існувала раніше також в інших скандинавських країнах). У звертанні і при згадці людини вживають лише ім'я, незалежно від того, чи звертається мовець до людини на «Ви» чи на «ти». 
По батькові є складною конструкцією, що складається з імені батька в родовому відмінку і слів «син» (ісл. son) — для чоловіків та імені матері в родовому відмінку і слова «дочка» (ісл. dóttir) — для жінок. Наприклад, Лейф Еріксон (ісл. Leif Eiriksson), Сноррі Стюрлюсон (ісл. Snorri Sturluson) і Віґдіс Фіннбоґадоуттір (ісл. Vigdís Finnbogadóttir).
Для жінок використовують матронім — форму, похідну від імені матері, іноді і для чоловіків. Наприклад, Гейдар Гельгуссон (син Гельги), Вігдіс Гельгудоуттір (донька Гельги). У деяких випадках використовують комбінацію матроніма і патроніма, наприклад, Даґюр Берґтоурюсон Еґґертсон, колишній мер Рейк'явіка.
У випадках, коли можна сплутати двох повних тезок за іменем та по батькові, вживають по батькові другого порядку (на ім'я діда). Наприклад, Йоун Тоурссон Б'ярнарсонар (ісл. Jón Þórsson Bjarnarsonar) — Йоун, син Тоура, сина Б'ярні. Така конструкція є досить типовою в сагах, хоча в сучасності трапляється рідко (частіше використовують середнє ім'я).
Телефонні довідники категоризують громадян за особовим іменем, за яким також і звертаються. 

## Прізвища
Прізвища є в невеликої кількості ісландців. Ті, хто має прізвища, нерідко вставляють між іменем і прізвищем по батькові/по матері в скороченій формі. При вступі в шлюб імена наречених не змінюються, якщо тільки дружина не бере прізвище чоловіка — у тих рідкісних випадках, коли він його має.

## Приклади
Адальгейдюр Ґвюдмюндсдоуттір (ісл. Aðalheiður Guðmundsdóttir) — її батьки:
- батько Ґвюдмюндюр Гатльдоурссон (ісл. Guðmundur Halldórsson)
- мати Соульвейг Йоунатансдоуттір (ісл. Sólveig Jónatansdóttir),

і її чоловік — Оулавюр Інґторссон (ісл. Ólafur Ingþórsson) — його батьки:
- батько Інґтор Б'єрнссон (ісл. Ingþór Björnsson) та
- мати Гатльбера Тоурдардоуттір (ісл. Hallbera Þórðardóttir)

Мають двох дітей:
- дочку Елін Оулафсдоуттір (ісл. Elín Ólafsdóttir) та
- сина — Інгтоура Оулафссона (ісл. Ingþór Ólafsson).